# Saint-Jean-du-Marché
Pour les articles homonymes, voir Saint-Jean.
Saint-Jean-du-Marché est une ancienne commune française du département des Vosges, absorbée le 1er janvier 1973 par La Neuveville-devant-Lépanges  sous le régime de la fusion-association.

## Toponymie
Anciennes mentions : Merchel desouz Faulcompiere (1284), Lou Marchel (1285), La jurerie de Marchey (xive siècle), Ville du Marchey (1457), La ville du Marchié (1518), La parroche Sainct Jehan du Marché (1495), Sainct Jehan du Marchel (1580), Saint Jean du Marché (1656), Sanctus Johannes ad Mercaturam (1768).

## Histoire (avant 1973)

### Au Moyen Âge
Dépendant de la seigneurie de Faucompierre, son nom vient du marché qui s'y tenait, au moins depuis le XIIIe siècle. On en trouve mention en 1285 dans les archives sous cette forme : Lou marchel desouz Faulcompierre. Le village est dominé par un éperon rocheux sur lequel se trouvent les ruines d'un ancien château appartenant au comte de Girecourt et détruit au XVe siècle ou XVIe siècle, où les habitants des villages alentour devaient faire le guet.

### Époque moderne
Le village souffre moins que les autres de la Guerre de Trente Ans. Vivant d'une polyculture vivrière, mais aussi de la production de plantes textiles (chanvre, lin) et de couteaux artisanaux, le nombre des habitants quadruple au XVIIIe siècle. L'église est consacrée vers 1750.
De 1790 à l’an IX, Saint-Jean-du-Marché fait partie du district de Bruyères, canton de Docelles.

### Époque contemporaine
L'exode rural se fait fortement ressentir au XIXe siècle, notamment après l'incendie de 1875. Le recul démographique inexorable conduit en 1973 à regrouper les communes de Saint-Jean-du-Marché, Le Boulay et La Neuveville-devant-Lépanges.
Le 1er janvier 1973, la commune de Saint-Jean-du-Marché est rattachée à celle de La Neuveville-devant-Lépanges sous le régime de la fusion-association.

## Démographie

### Avant 1790
| 1602   | 1648 | 1708 |
| ------ | ---- | ---- |
| 37 hab | 22   | 42   |

### Après 1790
| 1793 | 1800 | 1806 | 1821 | 1831 | 1836 | 1841 | 1846 | 1856 |
| ---- | ---- | ---- | ---- | ---- | ---- | ---- | ---- | ---- |
| 121  | 146  | 177  | 205  | 206  | 223  | 201  | 219  | 215  |

| 1861 | 1866 | 1876 | 1881 | 1886 | 1891 | 1896 | 1901 | 1906 |
| ---- | ---- | ---- | ---- | ---- | ---- | ---- | ---- | ---- |
| 210  | 202  | 202  | 199  | 197  | 168  | 153  | 147  | 139  |

| 1911 | 1921 | 1926 | 1931 | 1936 | 1946 | 1954 | 1962 | 1968 |
| ---- | ---- | ---- | ---- | ---- | ---- | ---- | ---- | ---- |
| 146  | 121  | 118  | 111  | 109  | 102  | 101  | 104  | 96   |

## Lieux et monuments
- Château de Saint-Jean-du-Marché

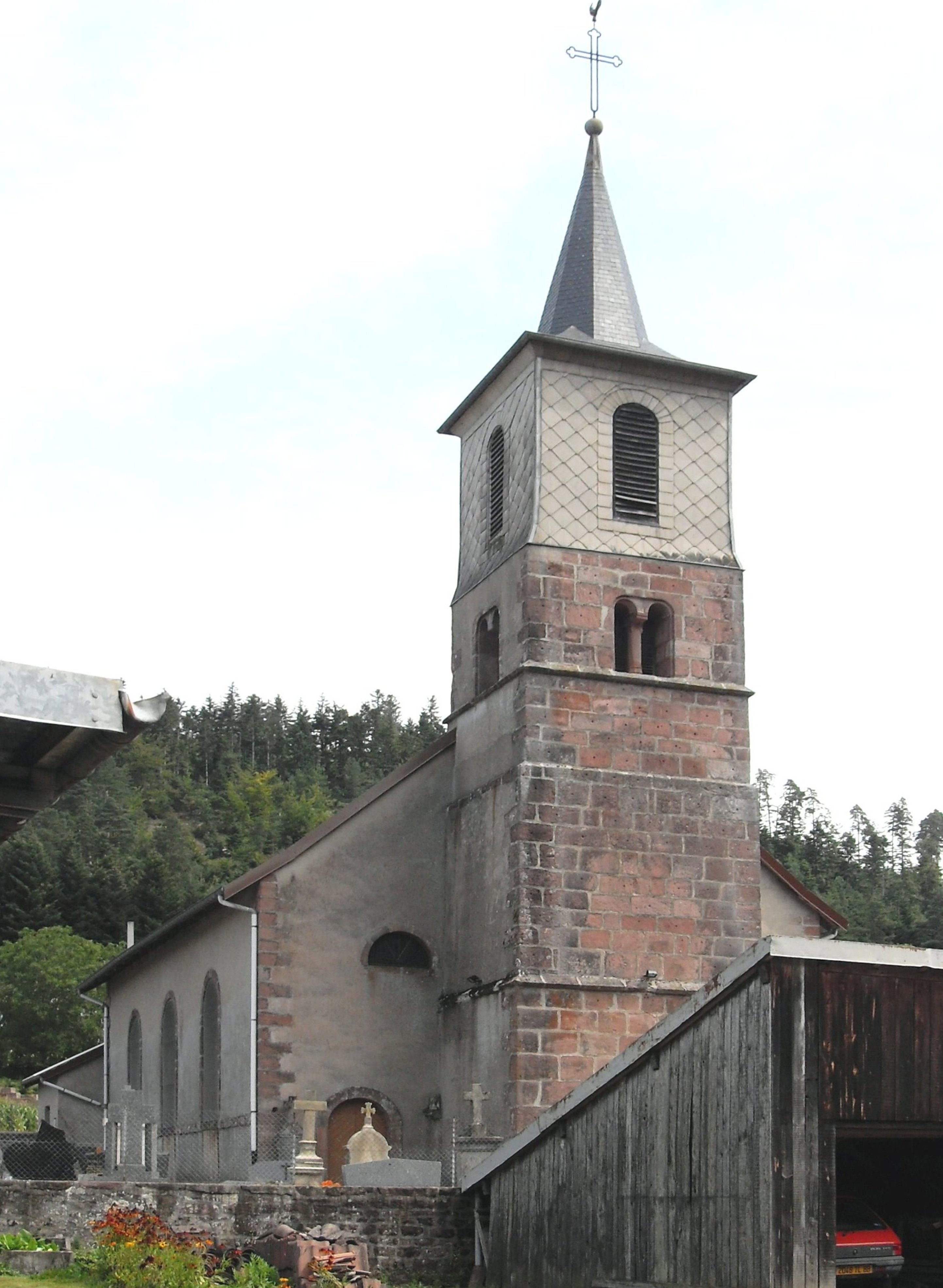
L'église.